# NFL Blitz
 (avril 2020).
Si vous disposez d'ouvrages ou d'articles de référence ou si vous connaissez des sites web de qualité traitant du thème abordé ici, merci de compléter l'article en donnant les références utiles à sa vérifiabilité et en les liant à la section « Notes et références ».

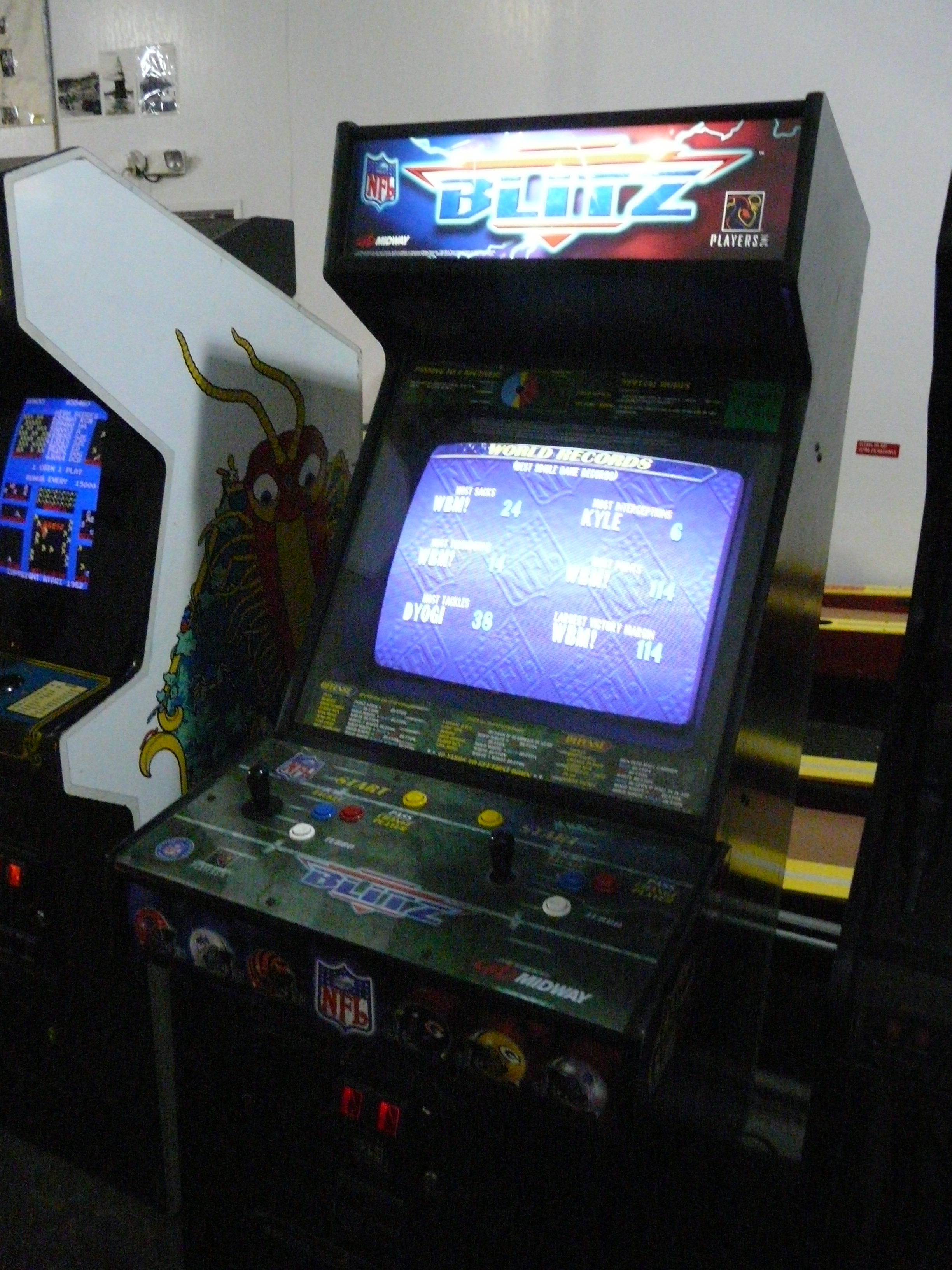
Borne de NFL Blitz, premier jeu de la série.

NFL Blitz est une série de jeux vidéo de football américain développée par Midway de 1997 jusqu'en 2005 quand la National Football League signa un accord de licence avec EA Sports.

## Jeux
| Title                        | Release date | Console(s)                                                                   |
| ---------------------------- | ------------ | ---------------------------------------------------------------------------- |
| NFL Blitz                    | 1997, 1998   | Borne d'arcade, Game Boy Color, Nintendo 64, Windows, PlayStation            |
| NFL Blitz '99                | 1998         | Borne d'Arcade                                                               |
| NFL Blitz 2000               | 1999         | Borne d'arcade, Dreamcast, Game Boy Color, Nintendo 64, PlayStation, Windows |
| NFL Blitz 2000: Gold Edition | 1999         | Borne d'arcade                                                               |
| NFL Blitz 2001               | 2000         | Dreamcast, Game Boy Color, Nintendo 64, PlayStation, Windows                 |
| NFL Blitz Special Edition    | 2001         | Nintendo 64                                                                  |
| NFL Blitz 20-02              | 2001         | Game Boy Advance, GameCube, PlayStation 2, Xbox                              |
| NFL Blitz 20-03              | 2002         | Game Boy Advance, GameCube, PlayStation 2, Xbox                              |
| NFL Blitz Pro                | 2003         | GameCube, PlayStation 2, Xbox                                                |
| Blitz: The League            | 2005         | PlayStation 2, Xbox 360, Xbox, Wii, PlayStation Portable                     |
| Blitz: Overtime              | 2006         | PlayStation Portable                                                         |
| Blitz: The League II         | 2008         | PlayStation 3, Xbox 360                                                      |
| NFL Blitz                    | 2012         | PlayStation 3, Xbox 360                                                      |